# Villarbasse
Villarbasse là một đô thị ở tỉnh Torino trong vùng Piedmont, có vị trí cách khoảng 20 km về phía tây của Torino, nước Ý. Tại thời điểm ngày 31 tháng 12 năm 2004, đô thị này có dân số 2.894 người và diện tích là 10,4 km².
Villarbasse giáp các đô thị: Rivoli, Rosta, Reano, Rivalta di Torino, và Sangano.